# Pietra (Pietraferrazzana)

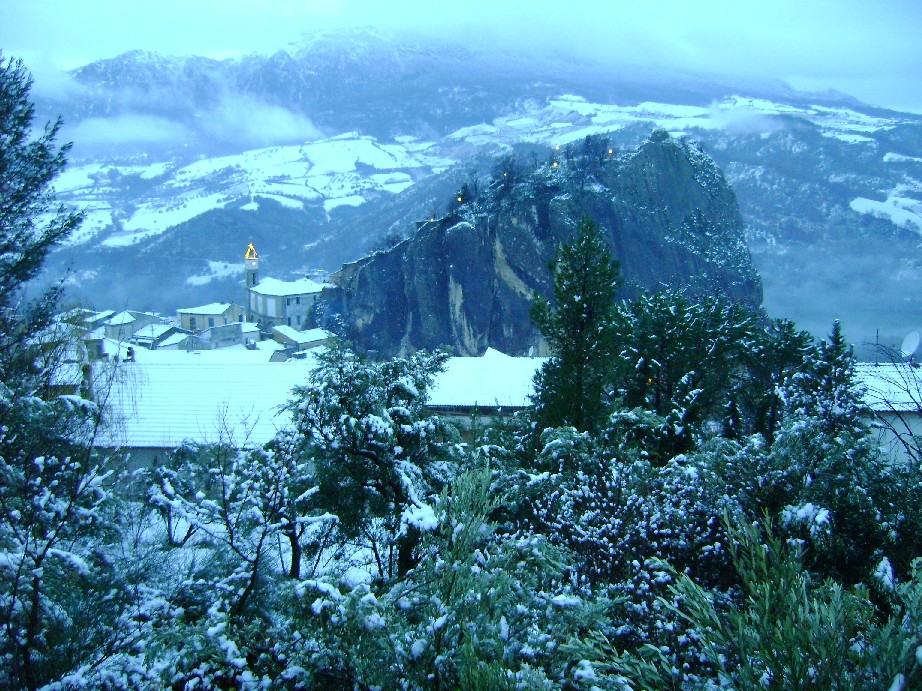
La Pietra con la neve in dicembre

La Pietra è uno sperone di roccia calcarea situata nella media Val di Sangro in prossimità del lago di Bomba, su cui è arroccata la parte antica della città di Pietraferrazzana. che prende il nome proprio da essa.

È una grande rupe grigiastra con gugliette che si erge a picco sulle campagne e sulle abitazioni circostanti, composta da arenaria, rocce calcaree, argilla e uno strato in superficie di grafite, su cui si trova della vegetazione spontanea. 

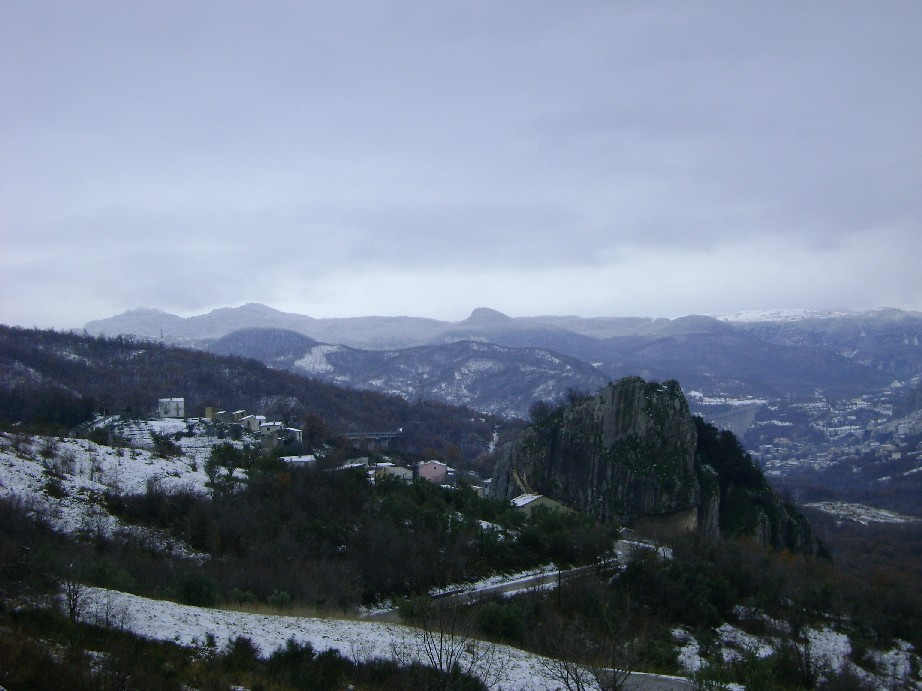
Veduta di Pietraferrazzana

La cima è raggiungibile attraverso un percorso protetto, da cui si può godere di un ampio panorama sulle case, sul lago e sul fiume Sangro, sui monti circostanti e sui paesi di Colledimezzo e Villa Santa Maria.
Sulla pietra si trova la chiesa di Santa Vittoria Vergine e Martire e i resti del seicentesco palazzo baronale.